# 岡秀年
岡 秀年（おか ひでとし、1983年12月11日 - ）は、日本のシンガーソングライター、ギタリスト。三重県四日市市出身。血液型B型。身長181cm。

## 人物
シンガーソングライターとして、ライブハウスや各種イベントをはじめとした各所で音楽活動を展開。
背中にノボリを背負って、髪型をリーゼントに整えるなど、一見したら芸人にも間違えられるような特徴的な印象を携え、自身を目にする人に対してインパクトを与えようというスタイルで、全国各地で規模の大小を問わずライブ活動を実施している。
「人生を唄う」をモットーに、ストレートな歌詞で岡曰く「人生の応援歌」を、ギターもしくはピアノでの弾き語りスタイルで歌う。
また、ラジオパーソナリティや俳優としても活動を行っている。その他にもイベントでの司会や、日本発のストリートダンスの世界大会「ワールド・ダンス・コロシアム（WDC）」に通訳スタッフとして参加したりもしている。
元ANZEN漫才のみやぞん、あらぽん、両名共に岡の楽曲を愛聴している事がインタビューでも語られている。

## 来歴
三重県立四日市高等学校在学中の頃、長渕剛の唄声に心を突き動かされて、自身も誰かにメッセージを届けるシンガーとして唄の道を志す事をこの時決意。そこから、ひたすら詩を書き続ける日々を送る。
中学生の時には生徒会の活動も行うなど、それまで優等生であった自分に対して、疑問や息詰まりを同時に感じた事から、自転車での一人旅や沖縄県への一人旅を行ったり、アメリカ合衆国のミシガン州、ケンタッキー州へ単身渡米を敢行。
また、約2ヶ月間に及びヒッチハイクでの日本一周の旅を行ったりするなど、以降の岡のミュージシャン人生にとって、重要な部分を形成する事となる。
高校卒業後はアメリカへの留学に向けて、大阪府で1年間の留学準備教育を受けている。その間、梅田や難波にて、マイク一本での路上パフォーマンスを開始。そして、留学準備教育の終了後、19歳で単身渡米している。
アメリカではテキサス州ウェーコ にあるマクレナン・コミュニティ・カレッジ にて、Commercial Musicを専攻。
その間、現地でオープンマイクに弾き語りで参加したり、地元のバンドと共にミュージックバーなどのステージで演奏する等、現地のリスナーを相手にパフォーマンスを経験。
2005年5月には、同コミュニティカレッジを卒業。翌年以降、ニューヨークに移住。アルバイトで生計を立てる日々を送りながら、地下鉄の構内などで唄い続ける生活を繰り返していた。
そんな中、アシュリー・シンプソンやウィリアム・ハンなどの音楽制作に関わってきた作曲家、クリストファー・ヤングより、唄にかける熱意を認められたのを機に、自身初のオリジナル楽曲をレコーディングする事となる。
その後、初めての音源となる3曲入りCD「真実」を、クリストファー・ヤングのプロデュースにてリリース。このレコーディングののち、就労トレーニングの為に保持していたビザが切れた事により、日本への一時帰国を決心。
2006年9月、日本に帰国してからは作曲と並行して、ライブハウスや路上でのパフォーマンスなどの音楽活動を行っており、翌2007年には東京へ活動の拠点を移している。
2014年2月28日、初のワンマンライブを大久保Dolce Vitaにて開催。同日、自主制作盤となるCD「胸を張れ」を1000枚限定でリリース。同年8月29日、大久保Dolce Vitaにて二度目のワンマンライブを開催。
2015年5月、埼玉・熊谷市のセレクトショップ、モルタルレコードの限定CD-Rシリーズ第1弾として限定CD-Rシングル「もっと出来る」をリリース。また、同年6月にリリースのコンピレーション・アルバム「LINK」に楽曲参加している。8月には、電車内でギターをかき鳴らしながら熱唱したゲリラLIVEの模様が、LINE BLOGの運営スタッフによって取り上げられ、運営スタッフ公式ブログに掲載。
2016年1月、大久保DolceVitaにて、2DAYSワンマンライブを開催。両日ともオープニングアクトに湯野川広美が出演している。同年3月、豊島区ミュージカル第3弾「蝶がくれた～すすきみみずく」にキャスト出演。同公演は劇団ムジカフォンテと大塚ものがたり未来プロジェクトによる舞台作品で、雑司が谷地域が日本ユネスコ協会連盟により「未来遺産」に認定された記念公演でもある。
同年4月、妙善寺にて開催の「OTERA de ROCK feat.友川カズキ 〜ギロッポンの夜に、人間のリアルをエグり出す!〜」に、友川カズキ、ザ・マスミサイル（アコースティック編成）と共に出演。同年12月22日、西荻窪Terraにて四度目のワンマンライブ開催。初のバンド編成でのワンマンライブとなった。
2017年10月18日、初のフルアルバム「命の唄」をリリース。
2018年11月、ポンポンペインシアターによる舞台公演「絶望と握手」の主題歌を担当。
2019年1月、関西テレビ「村上マヨネーズのツッコませて頂きます!」の番組内企画である「第1回ストリートミュージシャン恋歌GP（グランプリ）」に出演。同企画にて優勝を果たし、期間限定ではあるが岡の楽曲「無様なヒーロー」が同番組のエンディングテーマとして採用される事となった。
同年4月、幕張メッセで開催された「ニコニコ超会議2019」の出展ブース、「超葛飾ブース」にてパフォーマンス出演。同年9月には、ピースボートの専属ミュージシャンとして、各国を巡るピースボート地球一周の船旅に帯同。同年12月まで乗船している。以降、計6度の地球一周旅行に専属ミュージシャン帯同している（2024年12月時点）。
2020年12月、オッズダンサーのういちによるYouTubeチャンネルのロケ企画にて、瑛人のヒット曲「香水」の替え歌によるMV再現におけるギタリストとして、ギター演奏と同作品の映像に出演している。
2021年1月、氏家エイミーとHello福島プロジェクトのコラボ楽曲「@Hello 繋ぐ笑顔の輪」にコーラス参加。
同年7月より、漫画「こちら葛飾区亀有公園前派出所」45周年にちなんだ、集英社監修によるYouTube番組「おいでよ亀有ぶらり街あるき こち亀編」の案内人役として出演。
2022年4月、PR TIMESの実施による企画「April Dream」に参加。10月28日、令和になって以降初となる有観客ワンマンライブを大久保Dolce Vitaにて開催。12月3日、大久保Dolce Vitaにて開催された奏メイナのワンマンライブにオープニングアクト出演。
2023年4月1日、3rdアルバム「Overseas」リリース。

## ディスコグラフィ

### シングル
|     | 発売日         | タイトル                      | 規格 | 規格品番 | 収録曲                                           | 備考                                                         |
| --- | -------------- | ----------------------------- | ---- | -------- | ------------------------------------------------ | ------------------------------------------------------------ |
| 1st | 2006年         | 真実                          | CD   |          | 1. 真実 2. Texas Days 3. I Love You              | クリストファー・ヤング プロデュース作品 ※廃盤                |
| 2nd | 2011年12月11日 | 胸を張れ ～アコースティック～ | CD   |          | 1. 胸を張れ ～アコースティック～                 | 永島龍一 プロデュース作品 Mastering Engineer：玉木和志 ※廃盤 |
| 3rd | 2018年6月3日   | 胸を張れ (LIVE盤)             | CD   | KONB-001 | 1. 胸を張れ 2. 明日の君のために (ピアノ弾き語り) | 2017年11月10日 大久保DolceVita LIVE収録 ※廃盤                |

### 限定CD-Rシングル
|     | 発売日        | タイトル     | 規格 | 規格品番 | 収録曲                        | 備考                                                 |
| --- | ------------- | ------------ | ---- | -------- | ----------------------------- | ---------------------------------------------------- |
| 1st | 2015年5月22日 | もっと出来る | CD   |          | 1. もっと出来る 2. メッセージ | 期間限定販売盤 モルタルレコード限定CD-Rシリーズ第1弾 |

### アルバム
|     | 発売日         | タイトル | 規格 | 規格品番 | 収録曲 | 備考                             |
| --- | -------------- | -------- | ---- | -------- | --- | -------------------------------- |
| 1st | 2014年2月28日  | 胸を張れ | CD   | OKHT-001 | 1. 胸を張れ 2. お前の為に 3. Texas Days 4. 真実 5. In My Heart 6. I Love You | 1000枚限定自主製作リリース ※廃盤 |
| 2nd | 2017年10月18日 | 命の唄   | CD   | OKHT-002 | 1. もっと出来る 2. Shout It Out 3. 善良なる君よ 4. 明日の君のために 5. あなた 6. Alison 7. メッセージ 8. 生きていこう 9. 命の唄 |                                  |
| 3rd | 2023年4月1日   | Overseas | CD   | OKHT-003 | 1. Introduction -SE1- 2. Ready to Go 3. Manila Night 4. From Ocean Dream -SE2- 5. ひとり占めのメモリー 6. Blue Sea of Hawaii 7. Under the Sun 8. Regency Restaurant -SE3- 9. 白いピアノ 10. Invisible Enemy 11. Voices of Europe -SE4- 12. Train to Rome 13. In Egypt -SE5- 14. You Made My Day 15. 102回クルーズの唄 -SE6- 16. Freedom in Your Hands 17. Overseas 18. 旅、その後… -SE7- 19. 凸凹 Days Memory |                                  |

### ミニアルバム
|     | 発売日        | タイトル                 | 規格 | 規格品番 | 収録曲 | 備考                                        |
| --- | ------------- | ------------------------ | ---- | -------- | --- | ------------------------------------------- |
| 1st | 2017年9月24日 | THE SELECTION            | CD   |          | 1. もっと出来る 2. メッセージ 3. 善良なる君よ（LIVE at 高円寺） 4. 胸を張れ 5. 真実 6. Texas Days 7. I Love You | 自主製作盤                                  |
| 2nd | 2019年3月23日 | 102号室 Live Version     | CD   | KONO-002 | 1. 102号室 （2019年1月2日 LIVE at イオン検見川浜） 2. ドラマ （2016年1月17日 LIVE at 大久保DolceVita） 3. しょうがない （2016年1月17日 LIVE at 大久保DolceVita） 4. 善良なる君よ （2016年1月17日 LIVE at 大久保DolceVita） 5. 黒い鳥の島唄 （2016年1月17日 LIVE at 大久保DolceVita） | 小林信弘 プロデュース作品 ※廃盤             |
| 3rd | 2022年1月19日 | LIVE IN NARA (2022.1.11) | CD   |          | 1. 穏やかな日々へ （Live） 2. 凸凹DaysMemory （Live） 3. ドラマ （Live） 4. 明日の君のために （Live） 5. 最後のMCトーク w/ キシモトジュンイチ&氷置晋 | 2022年1月11日 奈良EVANS PLAZA 3MAN LIVE収録 |

### コンピレーションアルバム
| 発売日       | タイトル | 規格 | 規格品番   | 収録曲 | 備考                                     |
| ------------ | -------- | ---- | ---------- | --- | ---------------------------------------- |
| 2015年6月3日 | LINK     | CD   | JETT-15066 | 1. 最後の嘘 / SwagTime 2. Prism / Tsukatha 3. マイガール / SEVENDAYS WEEKEND 4. 教育 / 手遅れ 5. さよならは言わない / Taichi 6. 待ち人哀歌 / ヲトメ劇場 7. ラブレター / 寺田竜也 8. 遠く遥か / ショートフィルムズ 9. 苦しみも悲しみも喜びに変わるから / 奥苑直也 10. メッセージ / 岡秀年 | コンピレーションアルバム / 廃盤 ※1曲参加 |

### 参加作品
| 発売日       | タイトル            | アーティスト                                         | 規格                   | 備考 |
| ------------ | ------------------- | ---------------------------------------------------- | ---------------------- | --- |
| 2021年1月8日 | @Hello 繋ぐ笑顔の輪 | 氏家エイミー                                         | デジタル・ダウンロード | 福島放送「福島まるごとライブ ヨジデス」2021年2月度エンディングテーマ 東北FM4局「氏家エイミーのエンジョイのレシピ」オープニングテーマ ※コーラス参加 |
|              | 落水                | ういち                                               |                        | ※ギター演奏 |
|              | 亀有千人鍋のうた    | ワラビーズ・東京23区ガールズ・岡秀年・亀有のみなさん |                        | 「おいでよ亀有 Winter Festival」イベントテーマソング                                                                                               |
|              | えんちゃんのうた    | 岡秀年・Mi-ho                                        |                        | 池袋駅西口駅前広場 モザイカルチャーふくろうファミリー「えんちゃん」公認キャラクターソング                                                          |
|              | 俺はミリオネア      | 岡秀年・氷置晋                                       |                        | 協力：奈良ミュージックデザイン |
|              | Be Yourself         | オカパンバー                                         |                        | 岡秀年、パンジー関、鳥山郁（バード）によるユニット                                                                                                 |
|              | ホッピーのある風景  | 岡秀年                                               |                        | studio Dream On 制作楽曲 |
|              | 花火くん音頭        | 岡秀年                                               |                        | studio Dream On 制作楽曲 |

## タイアップ
| タイトル曲                                           | タイアップ                                                                                  |
| ---------------------------------------------------- | ------------------------------------------------------------------------------------------- |
| 胸を張れ                                             | チバテレビ「DIAMOND TV」オープニングテーマ                                                  |
| もっと出来る                                         | チバテレビ「DIAMOND TV」エンディングテーマ                                                  |
| もっと出来る                                         | レインボータウンFM「ミュージックテラス★WANTED」2023年1月度 第三週目エンディングテーマ       |
| お前の為に                                           | チバテレビ「ダイヤモンド☆コレクション」オープニングテーマ                                   |
| In My Heart                                          | チバテレビ「ダイヤモンド☆コレクション」エンディングテーマ                                   |
| メッセージ                                           | FRESH LIVE「とびらのあけかた」オープニングテーマ                                            |
| 無様なヒーロー                                       | 関西テレビ「村上マヨネーズのツッコませて頂きます!」エンディングテーマ                       |
| この街から (おいでよ亀有 ぶらり街あるき こち亀編Ver) | YouTube「おいでよ亀有 ぶらり街あるき こち亀編」エンディングテーマ                           |
| 絶望と握手                                           | ポンポンペインシアター舞台作品「絶望と握手」主題歌                                          |
| イチバンソング                                       | TOKYO MX「カンニング竹山のイチバン研究所」2023年3月度 第三週目エンディングテーマ            |
| Manila Night                                         | FMふくろう「ドタバタ8ビート!!」2023年5月度オープニングテーマ                                |
| Manila Night                                         | 市川うららFM「プロジェクト・リーフェリア 虹の架け橋」2024年7月度 第三週目エンディングテーマ |
| Overseas                                             | むさしのFM 2023年7月度 第二週目パワープレイ楽曲                                             |
| Overseas                                             | 市川うららFM「プロジェクト・リーフェリア 虹の架け橋」2024年4月度 第二週目エンディングテーマ |
| Freedom in Your Hands                                | ラジオドラマ「私はハロウィンで仮装はしない」オープニングテーマ                              |

## 出演

### TV
- デイリーニュース（2015年5月2日・2017年5月17日・2020年1月31日、J:COMチャンネル）
- DIAMOND TV（2017年3月14日・3月28日、チバテレビ）[38]
- ダイヤモンド☆コレクション（2017年7月7日 - 9月25日、チバテレビ）
- マスター☆コレクション（2017年6月28日・12月4日、チバテレビ）[39]
- 村上マヨネーズのツッコませて頂きます!（2019年1月13日・6月2日・2020年8月16日、関西テレビ）
- バカリズムの30分ワンカット紀行（2019年2月8日・5月10日、BSテレビ東京）
- モヤモヤさまぁ〜ず2（2019年5月12日、テレビ東京）[40]
- クールジャパンのたまご（2019年5月24日、スカパー!）[41]
- カラオケチャンネル（2019年8月30日、群馬テレビ）[42]
- ひで吉の裏側 ～Season1～（2020年11月6日、スカパー!）
- ジモト応援!つながるNews ～台東・墨田・足立・葛飾・江戸川～（2020年11月11日・2022年11月9日、J:COMチャンネル）
- ひるおび（2022年6月30日、TBS）[43]
- ガイロク（街録）（2022年7月3日、NHK-BS）[44]
- 警視庁考察一課 第8話（2022年12月5日、テレビ東京） - 刑事 役
- カンニング竹山のイチバン研究所（2023年3月18日、TOKYO MX）
- 夢かなえるまで2 Belive in Music 〜音楽を信じて〜（テレビ神奈川・テレビ埼玉）

### ラジオ
- Music Ship（2006年9月24日、CTY-FM）
- たかぎふみのりと岡秀年の今夜も語るで!（2010年9月17日 - 2011年12月9日、BUTTOBI WAVE）
- BIG TIME TUNE（2011年6月5日、かつしかFM）
- 深夜のBIG TIME BAR（2011年12月11日、FM戸塚）[45][46]
- れいとつばさのあやふやのままでええがや!!（2013年4月16日、インターネットラジオ）
- スターリーナイトクルーズ（2014年5月10日、FM世田谷）[47]
- 余裕でぷるぷる（2014年5月26日・6月2日、鎌倉FM）
- MCおんの『おん☆しつ』（2014年6月5日、鎌倉FM）
- Shinoのわんにゃんミュージックオアシス（2014年6月9日、すまいるFM）[48]
- 赤坂トゥナイト（2014年10月30日、インターネットラジオ）
- 年末特番 大江戸ワイド スーパーイブニング4時間SP（2014年12月31日、レインボータウンFM）
- シーサイドカフェ828（2015年1月12日、鎌倉FM）
- FM Catchball Radio781（2015年1月23日、ラジオカロスサッポロ）
- 快傑！なんじゃそら研究会（2015年11月30日、調布FM）[49]
- 東京スカイラジオ（2015年12月10日、レインボータウンFM）
- アトレクタイム・スマイルカフェ（2015年12月22日、調布FM）[50]
- グローアップレイディオ（2016年1月2日、すまいるFM）[51]
- 佐々木スミコのイッテみよう!（2016年1月9日、市川うららFM）[52]
- Wh@t? Tsukuba!（2016年4月13日、ラジオつくば）
- 大人のミュージックカレンダー（2016年6月2日、Radio NEO）
- 半地下Dong（2016年8月23日、調布FM）
- にゃんぷりーとの今はふたり（2017年2月9日、楽天FM）
- folce what do you mean?（2017年9月6日、RADIO365）[53]
- Diamond Saturday（2017年11月18日、市川うららFM）
- ドタバタ8ビート!!（2017年11月26日・2018年4月9日・2019年1月14日・2020年1月27日・9月14日 - 2021年6月28日・11月22日・2023年2月27日・7月24日・2024年12月10日、FMふくろう）[54]
- アーティスト応援部（2017年12月16日・2020年10月3日、渋谷クロスFM）[55]
- いがらしのきん（2018年3月23日、かつしかFM）
- 亀ラジ ～おかばん～（2018年7月1日 - 、かつしかFM・亀有中央商店街 街路灯放送）[56][57]
- 亀ラジ ～奏メイナラジオ～（2018年10月1日・2021年4月16日、6月18日、かつしかFM・亀有中央商店街 街路灯放送）
- yujiとmomokoの月曜からぶっ飛びレディオ（2019年2月11日、FMカオン）
- 星が舞う音☆（2019年3月15日、ゆめのたね放送局 東日本チャンネル）[58]
- 美勇士くんSTATION（2019年4月29日、FM AICHI）[59][60][61]
- 雅と景子の“音楽日和”（2019年6月11日、スモールサンラジオ）[62]
- 華野ルイのRUI's BAR TIME（2020年7月21日、調布FM）[63]
- Skyrocket Company（2020年9月16日、TOKYO FM）
- 関口誠人のspicy night（2020年10月10日、渋谷クロスFM）[64]
- かつコレ（2020年10月25日、かつしかFM）[65]
- Hexa BeatのCafe Le Hexa（2020年10月27日、調布FM）[66]
- オカラジ（2020年10月30日 - 、東京府中FM）
- 檸檬色の五重奏 作品33（2020年11月12日、FMえどがわ）
- バリバリ☆（2020年11月28日、CTY-FM）
- めっちゃめちゃ四日市（2022年1月9日・2月6日・13日・20日・27日・5月1日、CTY-FM）
- 原めぐみのEN❤︎JOYトーク（2022年2月3日、レインボータウンFM）[67][68]
- 伝説の流し（2022年2月11日・7月15日・22日・10月7日、FMカオン）[69]
- 姫貴さゆりの昭和アラモード（2022年2月22日・5月24日・9月27日 - 、渋谷クロスFM）[70]
- ウィンディーズマニア！シャバダバ！2.2 ルーシーとヒサシくん（2022年3月8日、市川うららFM）[71]
- Talking Loud（2022年4月26日・2023年1月30日、むさしのFM）[72]
- ペコちゃんのプエオラニ（2022年8月29日、FMふくろう）
- 姫貴さゆりのSweetsRoomへようこそ（2022年11月21日、FM熱海湯河原）
- 新榮レディオ!!（2023年1月11日、MID-FM）
- ミュージックテラス★WANTED（2023年1月21日、レインボータウンFM）
- HirocoのカロリーオーバーMUSIC（2023年2月9日・16日、FM HOT 839）[73]
- Saturday☆バンド☆フィーバー（2023年2月11日、FM salus）
- MUSIC POWER!!（2023年2月11日、FM salus）
- FI5VE RADIO STATION（2023年3月3日、インターネットラジオ）
- ウィンディーズマニア！シャバダバ！このみさんに聴いてもらいたいマニアたち（2023年3月14日・2025年3月11日、市川うららFM）
- 南りこのトイレを探して三千里（2023年12月17日・31日・2024年4月7日・21日・5月5日・8月18日・9月1日・9月15日・12月15日・29日・2025年1月5日、狛江FM）
- Sweet Time Paradise（2024年12月4日、狛江FM）
- アフタヌーンナビGood Day Monday（2024年12月9日、狛江FM）
- Monday Radio Carnival（2024年12月16日、狛江FM）
- At This Time Ocean Blue Bird（2024年12月19日、狛江FM）
- Music Gift 村瀬由衣のPop&Jazzy（2024年12月21日、狛江FM）
- KOMAE GO! GO!（2024年12月22日、狛江FM）

### インターネットTV
- まえあしRUNのBrainstorming（2013年5月21日、ニコニコ生放送）[74]
- Reiの言の葉 音のわ（2014年8月20日、Tokyo Borderless TV）[75]
- SaRiy landのツナギ（2014年9月20日、Tokyo Borderless TV）[76]
- 岡秀年の『まずは、聞いてって!!』（2014年12月20日 - 2015年9月4日、道玄坂TV）
- 筆跡仕事人LIVE（2015年5月23日、YouTube）[77]
- JUST ALIVEのSTAGE0（2015年6月26日、道玄坂TV）
- とびらのあけかた（2016年5月26日・10月27日、FRESH LIVE）
- 熊倉未佐子のピーくん放送局（2016年7月1日、YouTube）[78]
- Voice of life（2016年7月20日、YouTube）
- 牛乳ぷりんのぴょんぴょんするんじゃー（2016年9月13日、FRESH LIVE・ニコニコ生放送）
- かさねチャンネル（2017年5月27日、LINE LIVE）[79]
- 和音&こども“ど真ん中”プロジェクト（2018年7月3日、インターネット放送局Cwave）
- 千住でクロス（2018年10月2日、インターネット放送局Cwave）[80]
- コロッケ家族（2018年11月22日、SHOWROOM）[81]
- 関口誠人の弾き語りTV（2019年6月26日、東京ドリテ TOKYO DREAM TV CHANNEL）[82]
- 芸能TV（2020年9月25日・10月9日・30日、gEION TV）
- 山中潤一と岡秀年の解体新書（2020年9月28日、YouTube）
- よろづ喫茶～絵心～（2020年12月27日、ニコニコ生放送）[83]
- 将軍の部屋（2021年1月16日、YouTube）[84]
- 葛飾区特別番組 おいでよ亀有 ぶらり!!街あるき（2021年2月12日・2月18日、YouTube）
- 恋するブックカフェ（2021年5月20日、YouTube）[85]
- みのなつトークルーム（2021年5月22日、Akiba.TV）[86]
- おいでよ亀有ぶらり街あるき こち亀編（2021年7月16日 - 2022年6月17日、YouTube）
- それいけ☆DREAM UP（2021年10月14日、インターネット放送局Cwave）
- REAL（2022年12月12日、YouTube）
- 沖直実のイケメン愛でリスト（2023年10月30日、ニコニコチャンネル+）

### 舞台
- 蝶がくれた～すすきみみずく（2016年3月20日 - 21日、南大塚ホール） - 神主 役

### CM
- ピーアークホールディングス 関東圏CM[87]

### MUSIC VIDEO
- ういち「落水（香水 替え歌）」
- 氷置晋「旧 IKOMA トンネル」

### 新聞
- 東京新聞（2018年6月30日）
- 中日新聞（2018年9月22日）
- 北海道新聞 苫小牧・日高版（2016年8月15日）[88]
- 日高報知新聞（2016年8月16日）[89]

### 掲載誌
- 銭湯といえば足立（発行：東京都公衆浴場業生活衛生同業組合足立支部）

## 主なライブ

### ワンマンライブ
| 開催日時       | タイトル                          | 会場            | 備考 |
| -------------- | --------------------------------- | --------------- | --- |
| 2014年2月28日  | 人生の応援歌                      | 大久保DolceVita | 初ワンマンライブ。1stアルバム「胸を張れ」レコ発。                                                                  |
| 2014年8月29日  | さらに前へ！                      | 大久保DolceVita | |
| 2016年1月16日  | 遺言                              | 大久保DolceVita | 2DAYS開催 1日目。オープニングアクト：湯野川広美（ジン）                                                            |
| 2016年1月17日  | 突き破る日                        | 大久保DolceVita | 2DAYS開催 2日目。オープニングアクト：湯野川広美（ジン）                                                            |
| 2016年12月22日 | 本性                              | 西荻窪Terra     | 初バンド編成によるワンマンライブ。 ＜メンバー編成＞ Vocal.岡秀年、Guitar.川舩芯悟、Bass.相澤卓也、Drums.渡久地尚史 |
| 2022年10月28日 | いま、あなたへ 2022. 38 years old | 大久保DolceVita | オープニングアクト：BEAK（NICOTINE）、奏メイナ                                                                     |

### 出演イベント
- 2013年06月09日 - 第32回横浜開港祭
- 2013年11月09日 - 三重短期大学学園祭
- 2014年05月10日 - おおつか音楽祭2014
- 2014年05月31日・06月01日 - 第33回横浜開港祭
- 2014年08月23日 - カシマツリ Vol.4
- 2014年09月14日 - 川口ストリートジャズフェスティバル2014
- 2014年11月01日 - 2014 和光市民まつり オープニングフェスタ
- 2014年11月29日 - スペインフェスティバル フィエスタ・デ・エスパーニャ2014
- 2014年12月10日 - 天空ビックスマイル
- 2015年02月22日 - 東京大マラソン祭2015
- 2015年04月11日 - 第1回FOLK GALA SQUARE
- 2015年06月14日 - ベトナムフェスティバル2015[96]
- 2015年06月20日 - 第2回FOLK GALA SQUARE
- 2015年08月30日 - 横手野外音楽祭「YOKOTE 音 FESTIVAL The 5th」
- 2015年09月12日 - 第25回定禅寺ストリートジャズフェスティバル
- 2015年09月20日 - 川口ストリートジャズフェスティバル2015
- 2015年11月08日 - 第7回亀有大道芸まつり
- 2016年05月28日 - おおつか音楽祭2016
- 2016年08月13日 - 新ひだか町誕生10周年記念 新ひだか夏まつり 静内川花火大会[97]
- 2016年10月01日 - 足立区パフォーマンスフェスタ「Oh!上手ですね vol.4」
- 2016年10月08日 - 第10回やらまいかミュージックフェスティバル
- 2017年05月13日 - あだちスマイルフェス2017
- 2017年05月21日 - 柏MUSIC SUN 2017
- 2017年05月27日 - おおつか音楽祭2017
- 2017年10月07日 - 足立区パフォーマンスフェスタ「Oh!上手ですね vol.5」
- 2018年02月11日 - 四日市市制120周年 市民企画「ひとつなぎ おとつなぎ コンサート」
- 2018年06月02日 - おおつか音楽祭2018
- 2018年09月16日 - 川口ストリートジャズフェスティバル2018
- 2018年10月21日 - ちばアクアラインマラソン2018
- 2018年10月28日 - 高円寺フェス2018
- 2018年11月10日・11日 - 第10回亀有大道芸まつり
- 2019年04月27日・28日 - ニコニコ超会議2019
- 2019年05月12日 - 栄ミナミ音楽祭2019[98]
- 2019年05月25日 - 僕らの文化祭。2019
- 2019年06月01日 - おおつか音楽祭2019
- 2019年08月04日 - 第56回大四日市まつり
- 2020年11月15日 - 第2回亀有パフォーマンスフェスティバル
- 2021年08月22日 - 第3回越谷ダンスアート・音楽祭
- 2021年11月20日 - 第3回亀有パフォーマンスフェスティバル
- 2022年05月07日 - Laugh&PeaceFes'22 in NB SURF CAMP
- 2022年05月28日 - おおつか音楽祭2022
- 2022年08月06日 - 第59回大四日市まつり[99][100]
- 2022年08月14日 - 第4回越谷ダンスアート・音楽祭
- 2022年10月23日 - Laugh&PeaceFes'22 Autumn in NB SURF CAMP[101]
- 2023年03月25日 - AnimeJapan 2023
- 2025年01月25日 - こち亀記念館オープン前セール
- 2025年03月14日・15日 - 2025 東京国際交流フェスティバル 華の春 in 池袋